# Saint-Pancrasse
Saint-Pancrasse – miejscowość i dawna gmina we Francji, w regionie Owernia-Rodan-Alpy, w departamencie Isère. W 2013 roku populacja ówczesnej gminy wynosiła 453 mieszkańców. 
W dniu 1 stycznia 2019 roku z połączenia trzech ówczesnych gmin – Saint-Bernard, Saint-Hilaire oraz Saint-Pancrasse – powstała nowa gmina Plateau-des-Petites-Roches. Siedzibą gminy została miejscowość Saint-Hilaire. 